# Liste der Räte des Fürstentums Lüneburg

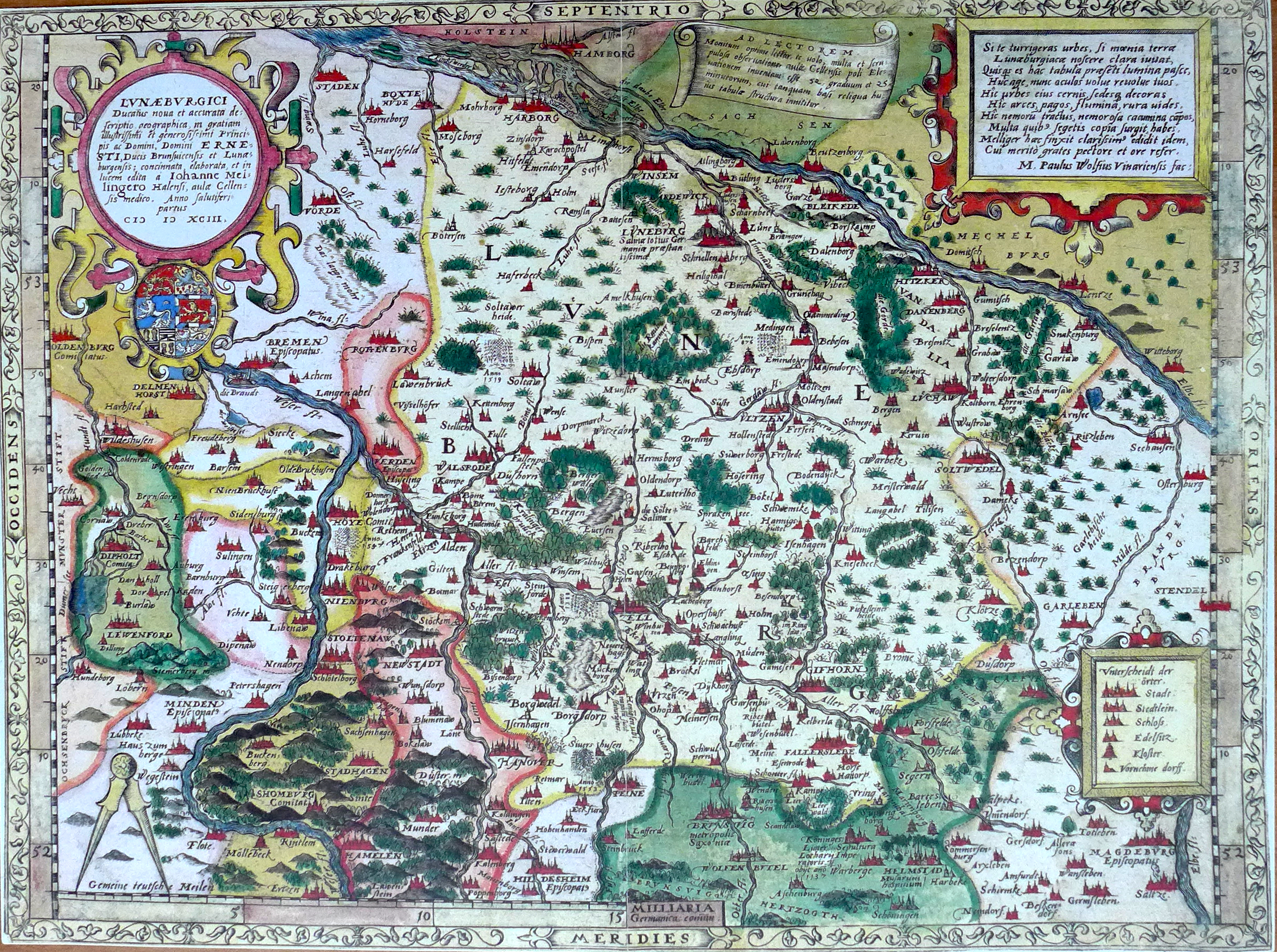
Karte des Fürstentums Lüneburg von Johannes Mellinger aus dem Jahr 1593

Die Liste der Räte des Fürstentums Lüneburg führt die Mitglieder der Zentralverwaltung des Fürstentums Lüneburg auf.
Im 14. Jahrhundert bildete sich ein fürstliches Ratsgremium heraus, das sich primär aus Mitgliedern des lüneburgischen Ministerialenadels zusammensetzte. Die personelle Zusammensetzung war nicht konstant, sondern hing vom jeweiligen Aufenthaltsort des Herzogs ab. Erst mit der Herausbildung Celles als Residenzstadt Mitte des 15. Jahrhunderts bildeten sich klare Ratskonturen heraus und es gehörten einzelne Räte über einen längeren Zeitraum zum Beraterkreis des Herzogs.
Der Übergang zur neuzeitlichen Zentralverwaltung im 16. Jahrhundert war gekennzeichnet durch die Berufung gelehrter Räte und die Herausbildung kollegialer Ratsstrukturen. Die adeligen Räte, jetzt als Landräte bezeichnet, verloren dadurch zunehmend an Einfluss, waren aber auch weiterhin in der Verwaltung vertreten.
Die wichtigsten Räte waren seit dieser Zeit die Statthalter, die Kanzler und die Großvögte, die in allen wichtigen Gremien, vor allem im Kammerrat und im Geheimen Rat, in leitender Funktion vertreten waren und als die vornehmsten Räte galten. Neben diesen drei Positionen waren noch eine unterschiedliche Anzahl weiterer gelehrter Räte und adeliger Räte in der Zentralverwaltung vertreten. Hinzu kamen noch die den Räten untergeordneten Beamten und das Kanzleipersonal.

## Liste der Räte
Erläuterung: Da nur einzelne Zeitabschnitte erforscht wurden und die Quellenlage auch für diese Zeiträume schwierig ist, ist die Liste unvollständig und beschränkt sich auf die Aufführung der Statthalter, der Großvögte und der Kanzler. Die weiteren Räte finden keine Berücksichtigung. Ist die Amtszeit in Anführungsstriche gesetzt, beziehen sich die Daten auf die jeweils erste bzw. letzte urkundliche Erwähnung

### Statthalter
| Das Amt des Statthalters wurde erstmals 1548 nach dem Tode Ernst des Bekenners eingerichtet, als dessen Söhne noch unmündig waren und eine Vormundschaftsregierung, die sogenannten Statthalter und Räte, das Land regierte. Dieses Gremium blieb auch nach der Regierungsübernahme 1555 durch Franz Otto als oberste Landesbehörde zunächst bestehen. Der Statthalter war seitdem in allen wichtigen Gremien vertreten, so unter anderem im Kammerrat und im Geheimen Rat. Daneben waren die Statthalter als Gesandte der Herzöge tätig und verbrachten auf Reisen an fremde Höfe oft mehrere Monate außerhalb des Landes. |             | |
| Thomas Grote | 1548–1563   | Thomas Grote entstammt der im lüneburgischen reich begüterten Familie Grote. Er diente bereits seit 1537 als Rat unter Ernst dem Bekenner und wurde zwei Jahre nach dessen Tod zum ersten Statthalter ernannt. In den folgenden Jahren stand er der vormundschaftlichen Regierung für Ernsts noch unmündige Söhne vor und blieb auch nach der Regierungsübernahme durch Franz Otto im Amt. |
| Friedrich Schwarze | 1567 – 1572 | Friedrich Schwarze gehörte dem lippischen Uradel an. 1567 wurde er erstmals als Statthalter in den Urkunden genannt, 1572 gab er sein Amt aus gesundheitlichen Gründen auf. Er war in erster Ehe mit Anna von Reden und in zweiter Ehe mit Ilse von Calenberg verheiratet. |
| Ernst von Reden | 1572–1579   | Ernst von Reden wurde um 1529 als Sohn von Hans von Reden und Mette von Schwicheldt geboren und lebte ursprünglich auf der Burg Reden bei Pattensen. Er erwarb zwei Höfe, 1568/70 den sogenannten „Roten Hof“ in Hameln und 1578 einen weiteren Hof in Göttingen. Vor seiner Ernennung 1572 zum Statthalter des Fürstentums Lüneburg war er Drost in Burgdorf gewesen und stand in den Diensten der Herzöge von Braunschweig-Wolfenbüttel. 1579 kehrte er nach Hameln zurück und starb dort nach längerer Krankheit. |
| Christoph von Hodenberg | 1580–1588   | Christoph von Hodenberg entstammte dem ehemals edelfreien Geschlecht Hodenberg. Er wurde 1557 zum Hauptmann von Lüchow und in den folgenden Jahren zum Hauptmann von Scharnebeck und von Winsen an der Luhe ernannt. Seiner Tätigkeit als Lokalbeamter folgte 1580 die Ernennung zum Statthalter. Hodenberg war mit Sophie von Mandelsloh verheiratet. Er starb im Oktober 1588. |
| Joachim von Staffhorst | 1589–1591   | Joachim von Staffhorst stammte ursprünglich aus der Grafschaft Hoya. 1589, als er zum Statthalter ernannt wurde, stand er noch in den Diensten des Grafen von Schaumburg. Seine Amtsführung war massiver Kritik durch die anderen Hofräte ausgesetzt, so dass er bereits 1591 von seinem Amt zurücktrat. 1592 wurde er Hauptmann des Amtes Burgdorf. Staffhorst war in erster Ehe mit Marg. von Reden und in zweiter Ehe mit Metta von Reden verheiratet. Er starb 1599.                                             |
| Hans Hartmann von Erffa | 1592–1610   | Hans Hartmann von Erffa stammte ursprünglich aus Thüringen. Er war bereits Hofmeister in Celle gewesen, bevor er in die Dienste des sächsischen Kurfürsten trat. 1592 kehrte er nach Celle zurück und wurde er zum Statthalter ernannt. Erffa war in erster Ehe mit Anna von der Asseburg und in zweiter Ehe mit Margarethe Bock von Polach verheiratet. Er starb 1610. |
| Julius von Bülow | 1615–1637   | Julius von Bülow wurde in Wolfenbüttel geboren, wo sein Vater Hofschenk gewesen war. Seit 1605 war er als Geheimer- und Kammerrat in Hitzacker tätig, bevor er 1612 an den Celler Hof kam und dort ebenfalls zum Geheimen- und Kammerrat ernannt wurde. 1615 wurde er zum Statthalter ernannt. Aus Altersgründen trat er 1637 von seinem Amt zurück, welches er mehr als 25 Jahre ausgeübt hatte. |

### Kanzler
| Der Kanzler war bis in das 16. Jahrhundert lediglich der Vorsteher der Kanzlei, in der die herzoglichen Urkunden ausgestellt wurden. Erst mit der Herausbildung neuzeitlicher Verwaltungsstrukturen und der Bestallung mit gelehrten Räten im 16. Jahrhundert wurde er zu einem der zentralen politischen Entscheidungsträger im Fürstentum Lüneburg. Seit dieser Zeit war er in allen wichtigen Gremien vertreten, so unter anderem in der Vormundschaftsregierung der Statthalter und Räte, dem Kammerrat und dem Geheimen Rat. Außerdem stand er weiterhin der Kanzlei vor und führte bis ins 17. Jahrhundert den Vorsitz im Hofgericht. Daneben waren die Kanzler als Gesandte der Herzöge tätig und verbrachten auf Reisen an fremde Höfe oft mehrere Monate außerhalb des Landes. |                 | |
| Arnd Leste | „1473“ – „1474“ | Arnd Leste ist in den herzoglichen Beamtenlisten der Jahre 1473 und 1474 als Kanzler bezeugt. |
| Tylen, Propst von Medingen | „1475“ – „1481“ | Tylen, Propst von Medingen ist in den herzoglichen Beamtenlisten von 1475 bis 1481 als Kanzler bezeugt. |
| Magister Richardus | „1475“ – „1481“ | Magister Richards ist nur in der herzoglichen Beamtenliste von 1482 als Kanzler bezeugt. |
| Mester Gerde | „1485“ – „1488“ | Mester Gerde ist in den herzoglichen Beamtenliste von 1485, 1486 und 1488 als Kanzler bezeugt. |
| Johann Pat(h)yner | „1492“ – „1494“ | Johann Pat(h)yner ist in den herzoglichen Beamtenliste von 1492 und 1494 als Kanzler bezeugt. |
| Ludwig Furster (Förster) | 1515–1523       | Ludwig Furster wurde um 1487 in Kassel geboren. Nach Studien in Köln und Bologna von 1504 bis 1510 wurde er 1515 Kanzler unter Heinrich dem Mittleren. Das Amt war bis dahin ausschließlich von Angehörigen des Klerus ausgeübt worden, seine Bestallung als graduirter Laie bedeutete einen grundlegenden Wandel für die Zentralverwaltung des Fürstentums. 1521 verließ er das Fürstentum Lüneburg und wurde Kanzler des Erzbistums Trier. Ihm folgte sein Bruder Johann als Kanzler. Furster war verheiratet und hatte zwei Söhne und drei Töchter. Er starb vor dem 9. März 1529. |
| Johann Furster | 1521 (?) – 1540 | Johann Furster, auch Förster, wurde in Kassel geboren. Er studierte von 1506 bis 1513 in Bologna und erwarb die Weihen eines Licentiatus iuris utriusque. Förster stand zeitgleich in Diensten des Bischofs von Ratzeburg, des Hauses Braunschweig-Lüneburg und des dänischen Königs. Mutmaßlich 1521 übernahm er von seinem Bruder das Amt des Kanzlers im Fürstentum Lüneburg. Seine Amtszeit war wesentlich geprägt von der Einführung der Reformation in den Jahren ab 1527. 1529 unterschrieb er als einziger Nicht-Fürst im Namen des Celler Herzogs die Protestation auf dem Reichstag zu Speyer. Innenpolitisch wirkte er maßgeblich bei der Säkularisation der Klostergüter mit. Auch nach seinem Abschied 1540 als Kanzler war er weiterhin in Verhandlungen für die Celler Herzöge tätig. Am 15. November 1547 starb Johann Förster in Bardowick. |
| Balthasar Klammer | 1540–1573       | Balthasar Klammer wurde um 1504 vermutlich in Kaufbeuren geboren. Nach einem theologischen und juristischen Studium in Ingolstadt und in Leipzig wurde er Professor an der Universität Marburg und Anwalt am dortigen Hofgericht. 1532 wurde er im Fürstentum Lüneburg zunächst zum Hofrat, 1540 dann zum Kanzler und damit Nachfolger seines Schwagers Johann Förster ernannt. Klammer gilt als der bedeutendste Kanzler des Fürstentums Lüneburg, der maßgeblichen Einfluss auf die Modernisierung der Verwaltung und der Justiz im Fürstentum hatte. Parallel zu seinen Diensten für die Celler Herzöge war Klammer auch für andere Fürsten tätig, so unter anderem für den Landgrafen von Hessen und den dänischen König. 1569/70 trat Klammer zugunsten seines Schwiegersohnes Moller als Kanzler zurück, blieb aber weiterhin als Rat für das Fürstentum tätig. Klammer verfasste ein Rechtskompendium, welches mehr als 45 Auflagen erfuhr.                                                                    |
| Joachim Moller | „1565“ – „1573“ | Joachim Moller wurde am 25. September 1521 in Hamburg geboren. Nach Studien in Wittenberg bei Philipp Melanchthon von 1532 bis 1542 studierte er bis 1547 Jura in Padua, Bologna und Ferrara und wurde in kirchlichem und weltlichem Recht promoviert. 1548 trat er als Hofrat in die Dienste der Celler Herzöge und übte dieses Amt bis 1570. als er Nachfolger seines Schwiegervaters Balthasar Klammer wurde. Da keine Bestallungsurkunde vorliegt ist unklar, ob er offiziell Kanzler war oder das Amt nur kommissarisch ausgeübt hat. Nach seinem Rücktritt aus gesundheitlichen Gründen drei Jahre später war er weiterhin als „Rat von Hause aus“ für die Celler Herzöge tätig. Neben seiner Arbeit für die Celler Herzöge, stand er auch in Diensten anderer Potentaten, so unter anderem der Herzöge von Holstein, der Stadt Hamburg und dem dänischen König. Moller hatte seit 1562 das Gut Heiligenthal zu lehen. 1583 zog er zu seinem Sohn nach Bardowick bei Lüneburg und starb dort am 2. August 1588. |
| Friedrich von Wheye | 1573–1601       | Friedrich von Weyhe stammte ursprünglich aus Hannover. Er stand bereits sieben Jahre als Hofrat in Diensten der Celler Herzöge, bevor er 1573 zum Kanzler ernannt wurde. Während der Erkrankung Wilhelm des Jüngeren kam es zu zunehmenden Spannungen zwischen ihm und dem Fürsten. Unter dessen Nachfolger verfasste Wheye die auf 1593 datierte Regierungsordnung, die grundlegend für die weitere Entwicklung der Zentralverwaltung war. Aus Altersgründen trat er 1601 von seinem Amt zurück. Er starb 1603. |
| Johann Hildebrand | 1601–1615       | Johann Hildebrand wurde in Braunschweig geboren. Er war bereits Kanzler in den Grafschaften Reinstein und Blankenburg und 15 Jahre lang in der Herrschaft Harburg gewesen, bevor er 1601 zum Kanzler in Celle ernannt wurde. Nachdem er 1615 sein Amt abgegeben hatte, verblieb er als Rat von Hause aus in Diensten der Celler Herzöge. Er starb am 31. Dezember 1629. |
| Erich Hedemann | 1615–1627       | Erich Hedemann stammte aus der Grafschaft Diepholz. Er war bereits seit 1596 als Rat und Advokat für die Celler Herzöge am Reichskammergericht in Speyer tätig, bevor er 1599 Hofrat in Celle wurde. 1615 wurde er zum Kanzler ernannt. Ein Schwerpunkt seiner Amtszeit sowohl als Hofrat, als auch als Kanzler waren die seit 1596 andauernden Auseinandersetzungen um das Erbe des Fürstentums Grubenhagen, welches 1617 gerichtlich den Celler Herzögen zugesprochen wurde. 1615 wurde Hedemann vom Kaiser Matthias zum kaiserlichen Pfalzgrafen ernannt. Er war mit Catharina Fischer verheiratet. |
| Goswin Merckelbach | 1629–1641       | Goswin Merckelbach wurde am 26. Januar 1569 in Soest geboren. Er studierte Jura an der Philipps-Universität Marburg und promoviert dort am 17. Juni 1592 zum Doktor beider Rechte. Ab 1595 wirkte er drei Jahre als Advokat am Reichskammergericht in Speyer. 1604 wurde er in den Rat der Stadt Soest gewählt und bekleidete in den Jahren bis 1617 viermal das Amt des Bürgermeisters. 1616 ging Merckelbach zunächst für das Fürstentum Lüneburg als Advokat an Reichskammergericht nach Speyer und dann nach Celle, wo er am 27. Januar 1618 als fürstlicher Geheimer Rat des Fürstentums Lüneburg vereidigt wurde. Kaiser Ferdinand II erhob ihn am 17. Oktober 1623 zur Würde eines Pfalz- und Hofgrafen. 1629 wurde er Kanzler des Fürstentums Lüneburg. Merckelbach war in erster Ehe mit Anna vom Dael und in zweiter Ehe mit Amalie von dem Brinck verheiratet. Er starb am 24. Oktober 1641. |
| Anton Affelmann | 1642–1651       | Anton Affelmann stammte aus Soest in Westfalen. Er folgte 1642 seinem Schwiegervater Merckelbach als Kanzler. Bereits sechs Jahre zuvor war er zum Vizekanzler ernannt worden, es war das erste Mal das dieser Titel vergeben worden war. Affelmann war mit Anna Elisabeth Merckelbach verheiratet. Er starb 1651. |
| Heinrich Langenbeck | 1651–1665       | Heinrich Langenbeck wurde am 4. März 1603 geboren. Nach seiner Promotion zum Doctor juris 1631 wurde er Mitglied im Ratskollegium des Fürstentums Braunschweig-Wolfenbüttel. Unter anderem nahm er in dieser Funktion am Friedenskongress in Münster 1643 teil. 1651 wurde er Kanzler im Fürstentum Lüneburg und Dekan in Bardowick. 1665 wurde er Kanzler im Fürstentum Calenberg sowie 1668 Propst zu Hameln. Langenbeck war verheiratet, die Ehe blieb jedoch kinderlos. Er starb am 28. Oktober 1669 und wurde in Hamburg bestattet. Seine Bibliothek vermachte er der von ihm gestifteten Kirche in der Blumlage. |
| Johann Helwig Sinold | 1665–1677       | Johann Helbig Sinold, genannt Schütz, wurde am 25. Juni 1625 geboren. Sinold war zunächst Professor der Rechte in Gießen, dann Rat in Hessen und 15 Jahre lang Reichshofrat in Wien. 1665 wurde er Kanzler des Fürstentums Lüneburg. Sinold starb am 30. Juli 1677. |

### Großvögte
| Die Großvögte waren eine der wichtigsten Positionen in der Zentralverwaltung und in allen wichtigen Gremien vertreten, so in der Regierung der Statthalter und Räte, dem Kammerrat und dem Geheimen Rat. Daneben waren sie als Vögte der Großvogtei Celle auch zuständig für die Lokalverwaltung und führten die Aufsicht über die Hofverwaltung. Außerdem waren die Großvögte als Gesandte der Herzöge tätig und verbrachten auf Reisen an fremde Höfe oft mehrere Monate außerhalb des Landes. |                 | |
| Frederick Stalknecht | „1467“ – „1470“ | Frederick Stallknecht ist in den herzoglichen Beamtenlisten der Jahre 1467, 1468, 1469 und 1470 als „Vogt zu Celle“ bezeugt. |
| Otto Haverber | „1473“ – „1482“ | Otto Haverber ist in den herzoglichen Beamtenlisten erstmals 1473, letztmals 1482 als „Vogt“ bezeugt. |
| Johann Vogede | „1485“ – „1486“ | Johann Vogede ist in den herzoglichen Beamtenlisten der Jahre 1485 und 1486 als „Vogt zu Celle“ bezeugt. |
| Hans von Harling | „1489“          | Hans von Harling ist nur in der herzoglichen Beamtenliste von 1489 als Vogt bezeugt. |
| Marquard van Moyeßdeborg | „1492“          | Marquard van Moyeßdeborg ist nur in der herzoglichen Beamtenliste von 1492 als Vogt bezeugt. |
| Cord von Bothmer | „1493“ – „1494“ | Cord von Bothmer ist in den herzoglichen Beamtenlisten von 1493 und 1494 als Vogt bezeugt. |
| Werner von Boldensen | „1495“          | Werner von Boldensen ist nur in der herzoglichen Beamtenliste von 1495 als Vogt bezeugt. |
| Ludolff von Estorf | „1496“          | Ludolff von Estorf ist nur in der herzoglichen Beamtenliste von 1496 als Vogt bezeugt. |
| Dirick von Mahrenholt | „1499“          | Dirick von Mahrenholtist nur in der herzoglichen Beamtenliste von 1499 als Vogt bezeugt. |
| Curt von Alten | 1520–1524       | Curt von Alten stammte aus Calenberg. Er war Pfandinhaber des Amtes Harburg. Seit 1520 stand er der Großvogtei vor, noch unter dem Titel eines „Vogt zu Zell“. Auch nach dem Ende seiner Amtszeit 1524 verblieb er als Rat von Hause aus in Dienster der Celler Herzöge. Zeitgleich stand von Alten auch in Diensten des Bischofs von Hildesheim. Er starb 1539.\|- |
| Curt von Jettebrock | 1524–1529       | Curt von Jettebrock war Pfandinhaber des Amtes Bodenteich. Von 1524 bis 1529 stand er unter dem Titel eines „Vogt zu Zell“ der Großvogtei vor. |
| Ludolf Klencke | 1529–1534       | Ludolf Klencke stammte aus Calenberg. Er wurde 1529 zum Großvogt ernannt und damit zum ersten Träger dieses Titels. Nach dem Ende seiner Amtszeit 1535 wurde er auf Lebenszeit als Rat bestallt. Von 1535 bis 1539 war er Pfandinhaber des Amtes Burgdorf. Er war mit einer von Reden verheiratet. |
| Anton von Kissleben | 1535–1541       | Anton von Kissleben war von 1535 bis 1541 Großvogt. |
| Heinrich Haverber | „1543“          | Heinrich Haverber ist nur im Jahre 1543 als Großvogt bezeugt. |
| Georg von der Wense | 1547 – „1562“   | Von der Wense entstammte dem lüneburgischen Uradelsgeschlecht Wense. Er diente bereits als Rat und Hofmarschall am Celler Hof, bevor er 1547 das Amt des Großvogtes übernahm. Er blieb bis wenigstens 1562 im Amt und stand auch danach noch in Diensten der Celler Herzöge. 1571 ist er als Drost in Rethem nachweisbar. Er starb 1572. |
| Christoph von Heimbruch | 1568–1570       | Christoph von Heimbruch war Landrat im Fürstentum, bevor er 1568 zum Großvogt ernannt wurde. |
| Jürgen von Heimruch | 1571–1578       | Jürgen von Heimbruch war seit 1570 Hauptmann und Rat am Hof in Dannenberg gewesen, bevor er 1571 Großvogt in Celle wurde und damit seinem Bruder nachfolgte. 1577 gab er sein Amt aus gesundheitlichen Gründen auf. |
| Barwart von Rauschenplat | „1581“ – „1582“ | Barnwart von Rauschenplat stammte aus dem Bistum Hildesheim. Er lässt sich erstmals 1581 als Großvogt nachweisen, übte das Amt zu diesem Zeitpunkt aber möglicherweise bereits einige Jahre aus. |
| Gabriel von Donop | 1582–1589       | Gabriel von Donop stammte aus Lippe. Er wurde 1582 zum Großvogt ernannt. Zwischen ihm und den übrigen Räten kam es zu zunehmenden Spannungen und ihm wurde unterstellt auf den geisteskranken Fürsten Wilhelm den Jüngeren einen schlechten Einfluss auszuüben. 1589 legte er sein Amt nieder. |
| Rudolf von Bünau | 1590–1614       | Rudolf von Bünau stammte aus Meißen. Er war mit 18 Jahren als Kammerjunge an den Celler Hof gekommen. Vier Jahre später wurde er zum Kammerjunker und übte dieses Amt für zwölf Jahre aus. Anschließend zog er nach Uelzen und diente den Herzögen als Rat von Hause aus. 1579 kehrte er an den Hof als Rat und Kammerjunker zurück. Von 1583 bis 1590 war er Hauptmann in Meinersen und Campe. 1590 wurde er schließlich zum Großvogt ernannt und behielt dieses Amt über 24 Jahre bis zu seinem Tode im Jahr 1614. Er war mit Dorothea von Mahrenholz verheiratet. |
| Volrad von der Decken | 1615–1617       | Volrad von der Decken entstammte dem Kehdinger Uradel. Er war Drost und Hofmarschall in Petershagen, der Residenz des Celler Herzogs Christian in seiner Funktion als Bischof von Minden. 1612 wurde er aus dem Amt entlassen und diente von da an als Rat von Hause aus. Zu diesem Zeitpunkt erhielt er vom Herzog bereits die Zusage Nachfolger des Großvogtes von Bünau zu werden. Trotz später geäußerter Bedenken aufgrund des Alters von der Deckens hielt sich Herzog Christian an seine Zusage und ernannte Decken 1614 zum Großvogt. Drei Jahre später kam es jedoch zu Konflikten mit dem Herzog, aufgrund derer er Ende des Jahres 1617 sein Amt abgeben musste. Von der Decken starb 1619. |
| Johann von Behr | 1618–1628       | Johann von Behr wurde am 5. Juli 1577 in Edwahlen im Kurland geboren. Nach Abschluss seiner schulischen Ausbildung studierte er gemeinsam mit seinem Bruder Dietrich in Tübingen, Wittenberg und Straßburg. Anschließend folgten Reisen durch Frankreich, Italien, Braband und Holstein. Seit 1603 verwaltete er das Rittergut zu Hoya. Ab 1610 war er Drost in Ahlden und seit 1618 Großvogt in Celle. 1624 wurde er mit dem Erbküchenmeister- und Erbschenkenamt des Fürstentums Lüneburg für sich und seine Erben belehnt. Behr war mit Maria von Bothmer verheiratet und hatte vier Söhne und fünf Töchter. Am 27. August 1628 starb von Behr in Celle. |
| Dietrich von Behr | 1628–1632       | Dietrich von Behr wurde am 4. Dezember 1575 in Edwahlen geboren. Nach Abschluss seiner schulischen Ausbildung studierte er gemeinsam mit seinem Bruder Johann in Tübingen, Wittenberg und Straßburg. 1613 erhielt er die Güter Stellichte, Häuslingen, das Burglehn zu Rethem und die Hälfte des Guts Münchhof. Bereits 1610 hatte er in Stellichte eine Gutskapelle errichten lassen, die noch heute besteht. Seit 1615 war Behr Geheimer Kammerrat im Fürstentum Lüneburg und von 1617 bis 1625 Landdrost im, zu dem Zeitpunkt zu Lüneburg gehörenden, Fürstentum Grubenhagen. Seit 1628 war er Großvogt von Celle und Drost in Hoya. Behr war in erster Ehe mit Elisabeth Magdalene von Bothmer verheiratet, mit der er einen Sohn hatte. In zweiter Ehe heiratete er Dorothea von der Asseburg, mit der er vier Töchter hatte. Behr starb am 2. Dezember 1632.                                                                                         |
| Hermann Balthasar Klammer | 1633–1634       | Hermann Balthasar Klammer war der Enkel des Kanzlers Balthasar Klammer. Er kam 1600 als Edelknabe an den Celler Hof und wurde 1608 zum Kammerjunker ernannt. Seit 1614 war Hauptmann in Burgdorf. 1633 wurde er zum Großvogt ernannt, starb aber bereits 1633 nach nur zweieinhalbjähriger Dienstzeit. |
| Georg von der Wense | 1634–1640       | Georg von der Wense wurde am 20. Mai 1582 in Eldingen geboren. Nach Abschluss seiner schulischen Ausbildung begann er eine mehrjährige Kavalierstour, bei der er unter anderem die Schweiz, Frankreich und Italien bereiste, unterbrochen von Studienaufenthalten in Genf und Altdorf. Seit 1611 verwaltete er gemeinsam mit seiner Mutter den Familienbesitz. 1616/17 begleitete er Herzog Georg von Calenberg zum Kaiser nach Prag. 1619 übernahm er als Hauptmann das Amt Fallersleben, wurde Landrat und war Gesandter am Hof in Wien. 1631 wurde er von Fürst Ludwig I. von Anhalt-Köthen in die Fruchtbringende Gesellschaft aufgenommen. Von 1634 bis 1640 war Wense schließlich Großvogt von Celle. Ostern 1640 trat er aus gesundheitlichen Gründen von seinen Ämtern zurück. Wense war mit Elisabeth Sophie von Bodendorf verheiratet. Er starb am 2. August 1641 in Celle.                                                                      |
| Thomas Grote | 1640–1657       | Thomas Freiherr Grote wurde am 26. Dezember 1594 geboren. Nach einer schulischen Ausbildung in Halle studierte Grote von 1610 bis 1618 in Helmstedt und in Marburg. 1619 trat er in die Dienste der Herzöge von Sachsen-Weimar und begleitete die beiden jüngsten Brüder des regierenden Herzogs Johann Ernst auf die Universität Jena. Bis 1620 blieb er Hofmeister bei Herzog Bernhard. Anschließend begab er sich auf Reisen, die ihn durch die Niederlande, nach England, Frankreich und Italien führten. 1624 trat er als Geheimer Rat und Hofmeister in die Dienste Herzog August des Jüngern. Von 1627 bis 1637 stand er in Diensten der Herzöge Alexander und Christian von Schleswig-Holstein-Sonderburg und war Geheimer- und Kammerart bei Herzog Friedrich in Celle. 1640 wurde er zum Großvogt von Celle ernannt. Grote war mit Bertha Katharina von Ahlefeld verheiratet und hatte mit ihr 17 Kinder. Er starb am 11. Februar 1657 in Celle. |